# Bencadi (Sicasso)
Bencadi é uma comuna rural do sul do Mali da circunscrição de Sicasso e região de Sicasso. Segundo censo de 1998, havia 6 033 residentes, enquanto segundo o de 2009, havia 3 077. A comuna inclui 8 vilas.